# Sint-Joriskapel (Maastricht)

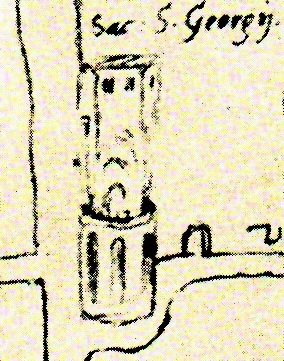
De kapel op een 16e-eeuwse schets

De Sint-Joriskapel was een van de dertien middeleeuwse kerspel- of wijkkapellen in de Nederlandse stad Maastricht, gelegen in de toenmalige Sint-Jorisstraat, de huidige Grote Staat, dicht bij het Vrijthof.
De Sint-Joriskapel werd voor het eerst schriftelijk vermeld in 1263, maar is zeker ouder. De dominicanen wilden namelijk op deze plaats een kloosterkerk bouwen, maar kregen de kapel, die eigendom was van het Sint-Servaaskapittel, niet in bezit, zodat ze hun kerk achter de Sint-Joriskapel moesten oprichten, aan de Dominicanenkerkstraat. Genoemde kerk ontwikkelde zich tot de huidige Dominicanenkerk.
De kapel was gewijd aan de heilige Joris, een populaire heilige in de middeleeuwen. Bij de kapel, die alleen gebruikt werd voor missen en zielzorg, lag een kleine begraafplaats.
In 1566 had de kapel het zwaar te verduren tijdens de Beeldenstorm en raakte daarna in verval, wat te zien is op een schets uit circa 1570, die wordt toegeschreven aan Simon de Bellomonte, een kapelaan van de Sint-Servaaskerk. In 1616 werd de kapel afgebroken, zodat de dominicanen in 1617 alsnog het perceel ter beschikking kregen.
* betekent: niet langer in gebruik voor religieuze doeleinden; ** betekent: (deels) gesloopt, verdwenen